# Sottujoki
Sottujoki (Samisch:Soddojohka) is een rivier die stroomt in de Finse gemeente Enontekiö in de regio Lapland. De 14,8 km lange rivier annex beek voedt en ontwatert het Sottumeertje en stroomt vanuit het noorden de Könkämärivier in. Het behoort tot het stroomgebied van de Torne.
Afwatering: Sottujoki → Könkämärivier → Muonio →  Torne → Botnische Golf